# Troisième circonscription de Lot-et-Garonne
La troisième circonscription de Lot-et-Garonne est l'une des trois circonscriptions législatives françaises que compte le département de Lot-et-Garonne (47) situé en région Nouvelle-Aquitaine.

## Description géographique et démographique

### De 1958 à 1986
La troisième circonscription de Lot-et-Garonne était composée de :
- canton de Beauville
- canton de Cancon
- canton de Castelmoron-sur-Lot
- canton de Castillonnès
- canton de Fumel
- canton de Laroque-Timbaut
- canton de Monclar
- canton de Monflanquin
- canton de Penne-d'Agenais
- canton de Sainte-Livrade-sur-Lot
- canton de Tournon-d'Agenais
- canton de Villeneuve-sur-Lot
- canton de Villeréal

Source : Journal Officiel du 14-15 Octobre 1958.

### Depuis 1988
La troisième circonscription de Lot-et-Garonne est délimitée par le découpage électoral de la loi no 86-1197 du 24 novembre 1986, elle regroupe les divisions administratives suivantes : 
- canton de Beauville
- canton de Cancon
- canton de Castillonnès
- canton de Fumel
- canton de Laroque-Timbaut
- canton de Monclar
- canton de Monflanquin
- canton de Penne-d'Agenais
- canton de Prayssas
- canton de Sainte-Livrade-sur-Lot
- canton de Tournon-d'Agenais
- canton de Villeneuve-sur-Lot-Nord
- canton de Villeneuve-sur-Lot-Sud
- canton de Villeréal ;
- soit les 11 cantons de l'arrondissement de Villeneuve-sur-Lot + les cantons de Beauville, Laroque-Timbaut et Prayssas de l'arrondissement d'Agen.

D'après le recensement général de la population en 1999, réalisé par l'Institut national de la statistique et des études économiques (Insee), la population totale de cette circonscription est estimée à 97 095 habitants,.

## Historique des députations
| Législature | Début de mandat | Fin de mandat  | Député              | Parti politique | Observations |
| ----------- | --------------- | -------------- | ------------------- | --------------- | --- |
| VIe         | 3 avril 1978    | 22 mai 1981    | Marcel Garrouste    | PS              | Mandat écourté à la suite d'une dissolution parlementaire décidée par François Mitterrand.                                                                     |
| VIIe        | 2 juillet 1981  | 1er avril 1986 | Marcel Garrouste    | PS              | |
| VIIIe       | 2 avril 1986    | 14 mai 1988    | Aucun               | Aucun           | Proportionnelle par département, pas de député par circonscription. Mandat écourté à la suite d'une dissolution parlementaire décidée par François Mitterrand. |
| IXe         | 23 juin 1988    | 1er avril 1993 | Marcel Garrouste,   | PS,             | |
| Xe          | 2 avril 1993    | 21 avril 1997  | Daniel Soulage,     | UDF,            | Mandat écourté à la suite d'une dissolution parlementaire décidée par Jacques Chirac.                                                                          |
| XIe         | 12 juin 1997    | 18 juin 2002   | Jérôme Cahuzac,     | PS,             | |
| XIIe        | 19 juin 2002    | 19 juin 2007   | Alain Merly,        | UDF,            | |
| XIIIe       | 20 juin 2007    | 19 juin 2012   | Jérôme Cahuzac,     | PS,             | |
| XIVe        | 20 juin 2012    | 20 juin 2017   | Jean-Louis Costes , | UMP,            | Élu lors de la législative partielle de juin 2013 à la suite de la démission de Jérôme Cahuzac.                                                                |
| XVe         | 21 juin 2017    | 21 juin 2022   | Olivier Damaisin,   | LREM,           | |
| XVIe        | 22 juin 2022    | 9 juin 2024    | Annick Cousin       | RN              | Mandat écourté à la suite d'une dissolution parlementaire décidée par Emmanuel Macron.                                                                         |
| XVIIe       | 8 juillet 2024  | En cours       | Guillaume Lepers    | LR              | |

## Historique des élections

### Élections de 1958
| Candidat       | Candidat                    | Parti          | Premier tour | Premier tour | Second tour | Second tour |  |
| Candidat       | Candidat                    | Parti          | Voix         | %            | Voix        | %           |  |
| -------------- | --------------------------- | -------------- | ------------ | ------------ | ----------- | ----------- |  |
|                | Jacques Raphaël-Leygues élu | UNR            | 11 569       | 29,48        | 16 944      | 42,99       |  |
|                | Jean Cosse-Manière          | CR             | 8 343        | 21,26        | 15 317      | 38,86       |  |
|                | Édouard Schloesing          | Radsoc         | 7 315        | 18,64        | Retrait     | Retrait     |  |
|                | Gilbert Venaud              | PCF            | 6 103        | 15,55        | 7 153       | 18,15       |  |
|                | Paul Escande                | UFD            | 3 707        | 9,45         | Retrait     | Retrait     |  |
|                | Didier Bergon               | SFIO           | 2 200        | 5,61         | Retrait     | Retrait     |  |
|                |                             |                |              |              |             |             |  |
| Inscrits       | Inscrits                    | Inscrits       | 51 832       | 100,00       | 51 811      | 100,00      |  |
| Abstentions    | Abstentions                 | Abstentions    | 11 622       | 22,42        | 11 458      | 22,11       |  |
| Votants        | Votants                     | Votants        | 40 210       | 77,58        | 40 353      | 77,89       |  |
| Blancs et nuls | Blancs et nuls              | Blancs et nuls | 973          | 2,42         | 939         | 2,33        |  |
| Exprimés       | Exprimés                    | Exprimés       | 39 237       | 97,58        | 39 414      | 97,67       |  |

Le suppléant de Jacques Raphaël-Leygues était Marcel Albagnac, agriculteur, conseiller municipal DVD de Villeneuve-sur-Lot.

### Élections de 1962
| Candidat       | Candidat                        | Parti          | Premier tour | Premier tour | Second tour | Second tour |  |
| Candidat       | Candidat                        | Parti          | Voix         | %            | Voix        | %           |  |
| -------------- | ------------------------------- | -------------- | ------------ | ------------ | ----------- | ----------- |  |
|                | Jacques Raphaël-Leygues sortant | UNR-UDT        | 16 525       | 44,79        | 19 130      | 45,68       |  |
|                | Édouard Schloesing élu          | Radsoc         | 12 764       | 34,6         | 22 750      | 54,32       |  |
|                | Gilbert Venaud                  | PCF            | 7 604        | 20,61        | Retrait     | Retrait     |  |
|                |                                 |                |              |              |             |             |  |
| Inscrits       | Inscrits                        | Inscrits       | 52 974       | 100,00       | 52 963      | 100,00      |  |
| Abstentions    | Abstentions                     | Abstentions    | 14 733       | 27,81        | 9 965       | 18,82       |  |
| Votants        | Votants                         | Votants        | 38 241       | 72,19        | 42 998      | 81,18       |  |
| Blancs et nuls | Blancs et nuls                  | Blancs et nuls | 1 348        | 3,53         | 1 118       | 2,6         |  |
| Exprimés       | Exprimés                        | Exprimés       | 36 893       | 96,47        | 41 880      | 97,4        |  |

La suppléante d'Édouard Schloesing était Christiane Schloesing, mère de famille, son épouse.

### Élections de 1967
| Candidat       | Candidat                         | Parti          | Premier tour | Premier tour | Second tour | Second tour |  |
| Candidat       | Candidat                         | Parti          | Voix         | %            | Voix        | %           |  |
| -------------- | -------------------------------- | -------------- | ------------ | ------------ | ----------- | ----------- |  |
|                | Édouard Schloesing sortant réélu | FGDS (Radical) | 19 066       | 40,82        | 27 998      | 59,47       |  |
|                | Jacques Raphaël-Leygues          | UD-Ve          | 18 032       | 38,61        | 19 083      | 40,53       |  |
|                | Gilbert Venaud                   | PCF            | 8 006        | 17,14        | Retrait     | Retrait     |  |
|                | Jean Goudin                      | Modérés        | 1 599        | 3,42         |             |             |  |
|                |                                  |                |              |              |             |             |  |
| Inscrits       | Inscrits                         | Inscrits       | 55 884       | 100,00       | 55 882      | 100,00      |  |
| Abstentions    | Abstentions                      | Abstentions    | 8 054        | 14,41        | 7 854       | 14,05       |  |
| Votants        | Votants                          | Votants        | 47 830       | 85,59        | 48 028      | 85,95       |  |
| Blancs et nuls | Blancs et nuls                   | Blancs et nuls | 1 127        | 2,36         | 947         | 1,97        |  |
| Exprimés       | Exprimés                         | Exprimés       | 46 703       | 97,64        | 47 081      | 98,03       |  |

Le suppléant d'Édouard Schloesing était Serge Dubois, exploitant agricole.

### Élections de 1968
| Candidat       | Candidat                         | Parti          | Premier tour | Premier tour | Second tour | Second tour |  |
| Candidat       | Candidat                         | Parti          | Voix         | %            | Voix        | %           |  |
| -------------- | -------------------------------- | -------------- | ------------ | ------------ | ----------- | ----------- |  |
|                | Marcel Albagnac                  | UDR (URP)      | 15 758       | 35,8         | 21 046      | 47,02       |  |
|                | Édouard Schloesing sortant réélu | FGDS (Radical) | 13 100       | 29,76        | 23 709      | 52,98       |  |
|                | Serge Dubois                     | CD (PDM)       | 7 390        | 16,79        | Retrait     | Retrait     |  |
|                | Gilbert Venaud                   | PCF            | 6 940        | 15,77        | Retrait     | Retrait     |  |
|                | Michel Bourre                    | PSU            | 826          | 1,88         |             |             |  |
|                |                                  |                |              |              |             |             |  |
| Inscrits       | Inscrits                         | Inscrits       | 55 741       | 100,00       | 55 690      | 100,00      |  |
| Abstentions    | Abstentions                      | Abstentions    | 10 856       | 19,48        | 9 830       | 17,65       |  |
| Votants        | Votants                          | Votants        | 44 885       | 80,52        | 45 860      | 82,35       |  |
| Blancs et nuls | Blancs et nuls                   | Blancs et nuls | 871          | 1,94         | 1 105       | 2,41        |  |
| Exprimés       | Exprimés                         | Exprimés       | 44 014       | 98,06        | 44 755      | 97,59       |  |

La suppléante d'Édouard Schloesing était Christiane Schloesing.

### Élections de 1973
| Candidat       | Candidat                         | Parti          | Premier tour | Premier tour | Second tour | Second tour |  |
| Candidat       | Candidat                         | Parti          | Voix         | %            | Voix        | %           |  |
| -------------- | -------------------------------- | -------------- | ------------ | ------------ | ----------- | ----------- |  |
|                | Édouard Schloesing sortant réélu | Rad (MR)       | 11 725       | 24,73        | 25 833      | 52,82       |  |
|                | Jacques Descayrac                | PS (UGSD)      | 11 544       | 24,34        | 23 071      | 47,18       |  |
|                | Jean Castarède                   | UDR (URP)      | 10 658       | 22,48        | Retrait     | Retrait     |  |
|                | Frédéric Lindenstaedt            | PCF            | 7 336        | 15,47        | Retrait     | Retrait     |  |
|                | Jean-Pierre Chamoux              | RI             | 1 946        | 4,1          |             |             |  |
|                | Jean Alicot                      | PSU            | 1 251        | 2,64         |             |             |  |
|                | Robert Pardies                   | Divers droite  | 1 155        | 2,44         |             |             |  |
|                | Bernard Lacoste                  | LO             | 912          | 1,92         |             |             |  |
|                | Roger Chauzy                     | FN             | 893          | 1,88         |             |             |  |
|                |                                  |                |              |              |             |             |  |
| Inscrits       | Inscrits                         | Inscrits       | 59 338       | 100,00       | 59 317      | 100,00      |  |
| Abstentions    | Abstentions                      | Abstentions    | 10 637       | 17,93        | 8 904       | 15,01       |  |
| Votants        | Votants                          | Votants        | 48 701       | 82,07        | 50 413      | 84,99       |  |
| Blancs et nuls | Blancs et nuls                   | Blancs et nuls | 1 281        | 2,63         | 1 509       | 2,99        |  |
| Exprimés       | Exprimés                         | Exprimés       | 47 420       | 97,37        | 48 904      | 97,01       |  |

La suppléante d'Édouard Schloesing était Christiane Schloesing.

### Élections de 1978
| Candidat       | Candidat                   | Parti             | Premier tour | Premier tour | Second tour | Second tour |  |
| Candidat       | Candidat                   | Parti             | Voix         | %            | Voix        | %           |  |
| -------------- | -------------------------- | ----------------- | ------------ | ------------ | ----------- | ----------- |  |
|                | Marcel Garrouste élu       | PS                | 15 138       | 27,07        | 30 030      | 51,22       |  |
|                | Georges Lapeyronie         | RPR               | 13 641       | 24,4         | 28 603      | 48,78       |  |
|                | Édouard Schloesing sortant | UDF (Rad)         | 10 835       | 19,38        | Retrait     | Retrait     |  |
|                | Michel Bordage             | PCF               | 9 466        | 16,93        | Retrait     | Retrait     |  |
|                | Albert de Redon            | diss. UDF         | 4 026        | 7,2          |             |             |  |
|                | Jacqueline Barragué        | Divers écologiste | 1 375        | 2,46         |             |             |  |
|                | Jacqueline Forni           | LO                | 926          | 1,66         |             |             |  |
|                | Ignace Garay               | LCR               | 506          | 0,9          |             |             |  |
|                |                            |                   |              |              |             |             |  |
| Inscrits       | Inscrits                   | Inscrits          | 67 570       | 100,00       | 67 572      | 100,00      |  |
| Abstentions    | Abstentions                | Abstentions       | 10 327       | 15,28        | 7 810       | 11,56       |  |
| Votants        | Votants                    | Votants           | 57 243       | 84,72        | 59 762      | 88,44       |  |
| Blancs et nuls | Blancs et nuls             | Blancs et nuls    | 1 330        | 2,32         | 1 129       | 1,89        |  |
| Exprimés       | Exprimés                   | Exprimés          | 55 913       | 97,68        | 58 633      | 98,11       |  |

Le suppléant de Marcel Garrouste était Francis Valade, professeur au lycée de Villeneuve-sur-Lot.

### Élections de 1981
| Candidat       | Candidat                       | Parti          | Premier tour | Premier tour | Second tour | Second tour |  |
| Candidat       | Candidat                       | Parti          | Voix         | %            | Voix        | %           |  |
| -------------- | ------------------------------ | -------------- | ------------ | ------------ | ----------- | ----------- |  |
|                | Marcel Garrouste sortant réélu | PS             | 23 284       | 45,73        | 32 782      | 59,76       |  |
|                | Serge Dubois                   | UDF (AD)       | 20 067       | 39,41        | 22 073      | 40,24       |  |
|                | Gilbert Venaud                 | PCF            | 5 889        | 11,57        |             |             |  |
|                | Claude Leriche                 | PSU            | 1 674        | 3,29         |             |             |  |
|                |                                |                |              |              |             |             |  |
| Inscrits       | Inscrits                       | Inscrits       | 70 071       | 100,00       | 70 067      | 100,00      |  |
| Abstentions    | Abstentions                    | Abstentions    | 18 289       | 26,1         | 14 150      | 20,19       |  |
| Votants        | Votants                        | Votants        | 51 782       | 73,9         | 55 917      | 79,81       |  |
| Blancs et nuls | Blancs et nuls                 | Blancs et nuls | 868          | 1,68         | 1 062       | 1,9         |  |
| Exprimés       | Exprimés                       | Exprimés       | 50 914       | 98,32        | 54 855      | 98,1        |  |

Le suppléant de Marcel Garrouste était Didier Bergon, conseiller général, conseiller municipal de Villeneuve-sur-Lot.

### Élections de 1988
| Candidat       | Candidat               | Parti          | Premier tour | Premier tour | Second tour | Second tour |  |
| Candidat       | Candidat               | Parti          | Voix         | %            | Voix        | %           |  |
| -------------- | ---------------------- | -------------- | ------------ | ------------ | ----------- | ----------- |  |
|                | Marcel Garrouste élu   | PS             | 20 802       | 41,79        | 28 411      | 51          |  |
|                | Michel Gonelle sortant | RPR (URC)      | 19 313       | 38,79        | 27 300      | 49          |  |
|                | Roger Chauzy           | FN             | 5 173        | 10,39        |             |             |  |
|                | Willy Robinson         | PCF            | 3 817        | 7,67         |             |             |  |
|                | Mohamed Fettih         | Divers droite  | 678          | 1,36         |             |             |  |
|                |                        |                |              |              |             |             |  |
| Inscrits       | Inscrits               | Inscrits       | 73 603       | 100,00       | 73 584      | 100,00      |  |
| Abstentions    | Abstentions            | Abstentions    | 22 448       | 30,5         | 16 306      | 22,16       |  |
| Votants        | Votants                | Votants        | 51 155       | 69,5         | 57 278      | 77,84       |  |
| Blancs et nuls | Blancs et nuls         | Blancs et nuls | 1 372        | 2,68         | 1 567       | 2,74        |  |
| Exprimés       | Exprimés               | Exprimés       | 49 783       | 97,32        | 55 711      | 97,26       |  |

Le suppléant de Marcel Garrouste était Guy Berny, conseiller général, maire de Villeréal.

### Élections de 1993
| Candidat       | Candidat           | Parti          | Premier tour | Premier tour | Second tour | Second tour |  |
| Candidat       | Candidat           | Parti          | Voix         | %            | Voix        | %           |  |
| -------------- | ------------------ | -------------- | ------------ | ------------ | ----------- | ----------- |  |
|                | Michel Gonelle     | RPR            | 11 609       | 23,96        | 19 715      | 49,8        |  |
|                | Daniel Soulage élu | UDF (CDS)      | 9 442        | 19,49        | 19 876      | 50,2        |  |
|                | Christophe Donon   | PS (ADFP)      | 7 598        | 15,68        |             |             |  |
|                | Martin Peltier     | FN             | 5 415        | 11,18        |             |             |  |
|                | André Garrigue     | PCF            | 3 341        | 6,9          |             |             |  |
|                | Anne Carpentier    | Régionaliste   | 3 104        | 6,41         |             |             |  |
|                | Lydia Dubarry      | GÉ (EÉ)        | 2 561        | 5,29         |             |             |  |
|                | Evelyne Dupuet     | diss. RPR      | 2 425        | 5,01         |             |             |  |
|                | Michel Lesca       | LT-LNÉ         | 1 351        | 2,79         |             |             |  |
|                | Ignace Garay       | LCR            | 964          | 1,99         |             |             |  |
|                | Michel Delbreil    | Divers droite  | 634          | 1,31         |             |             |  |
|                |                    |                |              |              |             |             |  |
| Inscrits       | Inscrits           | Inscrits       | 73 152       | 100,00       | 73 148      | 100,00      |  |
| Abstentions    | Abstentions        | Abstentions    | 21 703       | 29,67        | 23 640      | 32,32       |  |
| Votants        | Votants            | Votants        | 51 449       | 70,33        | 49 508      | 67,68       |  |
| Blancs et nuls | Blancs et nuls     | Blancs et nuls | 3 005        | 5,84         | 9 917       | 20,03       |  |
| Exprimés       | Exprimés           | Exprimés       | 48 444       | 94,16        | 39 591      | 79,97       |  |

Le suppléant de Daniel Soulage était Jean-Paul Trémoulet, chirurgien-dentiste à Villeneuve-sur-Lot.

### Élections de 1997
| Candidat       | Candidat               | Parti          | Premier tour | Premier tour | Second tour | Second tour |  |
| Candidat       | Candidat               | Parti          | Voix         | %            | Voix        | %           |  |
| -------------- | ---------------------- | -------------- | ------------ | ------------ | ----------- | ----------- |  |
|                | Jérôme Cahuzac élu     | PS             | 13 437       | 27,6         | 25 788      | 50,73       |  |
|                | Daniel Soulage sortant | UDF (FD)       | 11 036       | 22,67        | 25 042      | 49,27       |  |
|                | Michel Gonelle         | diss. RPR      | 7 523        | 15,45        |             |             |  |
|                | Jacques Laporte        | FN             | 7 226        | 14,84        |             |             |  |
|                | André Garrigue         | PCF            | 3 238        | 6,65         |             |             |  |
|                | Georges Mabilon        | Les Verts      | 2 183        | 4,48         |             |             |  |
|                | Ignace Garay           | LCR            | 1 325        | 2,72         |             |             |  |
|                | Thierry Delrieu        | LDI (MPF)      | 1 282        | 2,63         |             |             |  |
|                | Rene Chambon           | MDC            | 765          | 1,57         |             |             |  |
|                | Boussad Azni           | Divers         | 492          | 0,37         |             |             |  |
|                | Zohra Jammes           | Divers         | 178          | 0,37         |             |             |  |
|                |                        |                |              |              |             |             |  |
| Inscrits       | Inscrits               | Inscrits       | 71 480       | 100,00       | 71 459      | 100,00      |  |
| Abstentions    | Abstentions            | Abstentions    | 19 944       | 27,9         | 17 310      | 24,22       |  |
| Votants        | Votants                | Votants        | 51 536       | 72,1         | 54 149      | 75,78       |  |
| Blancs et nuls | Blancs et nuls         | Blancs et nuls | 2 851        | 5,53         | 3 319       | 6,13        |  |
| Exprimés       | Exprimés               | Exprimés       | 48 685       | 94,47        | 50 830      | 93,87       |  |

La suppléante de Jérôme Cahuzac était Gisèle Graf, PRG, retraitée comptable, maire de Penne-d'Agenais.

### Élections de 2002
| Candidat       | Candidat                 | Parti             | Premier tour | Premier tour | Second tour | Second tour |  |
| Candidat       | Candidat                 | Parti             | Voix         | %            | Voix        | %           |  |
| -------------- | ------------------------ | ----------------- | ------------ | ------------ | ----------- | ----------- |  |
|                | Jérôme Cahuzac sortant   | PS                | 16 987       | 33,99        | 23 585      | 48,24       |  |
|                | Alain Merly élu          | UMP               | 15 158       | 30,33        | 25 307      | 51,76       |  |
|                | René Ortis               | FN                | 6 251        | 12,51        |             |             |  |
|                | Arnaud Benedetti         | Divers droite     | 2 692        | 5,39         |             |             |  |
|                | Guy Berny                | CPNT              | 2 365        | 4,73         |             |             |  |
|                | Michelle Ballouhey       | PCF               | 1 119        | 2,24         |             |             |  |
|                | Jacqueline Marchand      | Les Verts         | 1 107        | 2,22         |             |             |  |
|                | Ignace Garay             | LCR               | 1 057        | 2,12         |             |             |  |
|                | Raymond-Pierre Boissière | Divers            | 820          | 1,64         |             |             |  |
|                | Manolita Salmon          | Divers            | 757          | 1,51         |             |             |  |
|                | Annick Mignot            | MPF               | 351          | 0,7          |             |             |  |
|                | Xavier Munoz             | Divers écologiste | 335          | 0,67         |             |             |  |
|                | André Lancteau           | LO                | 333          | 0,67         |             |             |  |
|                | Bérangère Thuillier      | MNR               | 329          | 0,66         |             |             |  |
|                | Josette Robert           | Pôle républicain  | 313          | 0,63         |             |             |  |
|                | Robert Haas              | Divers            | 0            | 0            |             |             |  |
|                |                          |                   |              |              |             |             |  |
| Inscrits       | Inscrits                 | Inscrits          | 73 607       | 100,00       | 73 569      | 100,00      |  |
| Abstentions    | Abstentions              | Abstentions       | 22 409       | 30,44        | 22 473      | 30,55       |  |
| Votants        | Votants                  | Votants           | 51 198       | 69,56        | 51 096      | 69,45       |  |
| Blancs et nuls | Blancs et nuls           | Blancs et nuls    | 1 224        | 2,39         | 2 204       | 4,31        |  |
| Exprimés       | Exprimés                 | Exprimés          | 49 974       | 97,61        | 48 892      | 95,69       |  |

La suppléante d'Alain Merly était Nicole Manière, conseillère municipale de Villeneuve-sur-Lot.

### Élections de 2007
| Candidat       | Candidat               | Parti          | Premier tour | Premier tour | Second tour | Second tour |  |
| Candidat       | Candidat               | Parti          | Voix         | %            | Voix        | %           |  |
| -------------- | ---------------------- | -------------- | ------------ | ------------ | ----------- | ----------- |  |
|                | Jean-Louis Bruguière   | UMP            | 20 835       | 41,97        | 25 427      | 47,92       |  |
|                | Jérôme Cahuzac élu     | PS             | 18 667       | 37,61        | 27 639      | 52,08       |  |
|                | Claudine Monnier       | FN             | 2 083        | 4,2          |             |             |  |
|                | Ignace Garay           | LCR            | 1 462        | 2,95         |             |             |  |
|                | Yvon Ventadoux         | Les Verts      | 1 410        | 2,84         |             |             |  |
|                | Anne Carpentier        | Divers         | 1 056        | 2,13         |             |             |  |
|                | Anne Colas             | PCF            | 955          | 1,92         |             |             |  |
|                | Muriel Hénocq          | CPNT           | 850          | 1,71         |             |             |  |
|                | Daniel Brochu          | MPF            | 605          | 1,22         |             |             |  |
|                | Louis Raymond          | Divers         | 599          | 1,21         |             |             |  |
|                | Pierre Girard-Hautbout | diss. UMP      | 585          | 1,18         |             |             |  |
|                | André Lancteau         | LO             | 274          | 0,55         |             |             |  |
|                | Daniel Garrigou        | AL             | 258          | 0,52         |             |             |  |
|                |                        |                |              |              |             |             |  |
| Inscrits       | Inscrits               | Inscrits       | 76 205       | 100,00       | 76 159      | 100,00      |  |
| Abstentions    | Abstentions            | Abstentions    | 25 454       | 33,4         | 21 637      | 28,41       |  |
| Votants        | Votants                | Votants        | 50 751       | 66,6         | 54 522      | 71,59       |  |
| Blancs et nuls | Blancs et nuls         | Blancs et nuls | 1 112        | 2,19         | 1 456       | 2,67        |  |
| Exprimés       | Exprimés               | Exprimés       | 49 639       | 97,81        | 53 066      | 97,33       |  |

### Élections de 2012
| Candidat       | Candidat                     | Parti          | Premier tour | Premier tour | Second tour | Second tour |  |
| Candidat       | Candidat                     | Parti          | Voix         | %            | Voix        | %           |  |
| -------------- | ---------------------------- | -------------- | ------------ | ------------ | ----------- | ----------- |  |
|                | Jérôme Cahuzac sortant réélu | PS (PRG)       | 22 572       | 46,86        | 28 309      | 61,48       |  |
|                | Jean-Louis Costes            | UMP            | 13 006       | 27,00        | 17 734      | 38,52       |  |
|                | Catherine Martin             | RBM (FN)       | 7 566        | 15,71        |             |             |  |
|                | Marie-Hélène Loiseau         | FG (GU) (PCF)  | 2 169        | 4,50         |             |             |  |
|                | Lionel Feuillas              | EÉLV           | 977          | 2,03         |             |             |  |
|                | Hervé Lebreton               | Divers         | 583          | 1,21         |             |             |  |
|                | Camille Morel                | DLR            | 548          | 1,14         |             |             |  |
|                | Brigitte Tichane             | AÉI            | 312          | 0,65         |             |             |  |
|                | Luc Chevillotte              | NPA            | 311          | 0,65         |             |             |  |
|                | Mohamed El Marbati           | LO             | 127          | 0,26         |             |             |  |
|                |                              |                |              |              |             |             |  |
| Inscrits       | Inscrits                     | Inscrits       | 76 356       | 100,00       | 76 361      | 100,00      |  |
| Abstentions    | Abstentions                  | Abstentions    | 27 368       | 35,84        | 28 490      | 37,31       |  |
| Votants        | Votants                      | Votants        | 48 988       | 64,16        | 47 871      | 62,69       |  |
| Blancs et nuls | Blancs et nuls               | Blancs et nuls | 817          | 1,67         | 1 828       | 3,82        |  |
| Exprimés       | Exprimés                     | Exprimés       | 48 171       | 98,33        | 46 043      | 96,18       |  |

### Élection partielle de 2013
Après la démission de Jérôme Cahuzac de son poste de député consécutive à son aveu dans l'affaire Cahuzac, une élection législative partielle est organisée pour le remplacer. Le premier tour a lieu le 16 juin 2013 et le second le 23 juin 2013. 17 candidats se présentent au premier tour.
| Candidat       | Candidat                  | Parti          | Premier tour | Premier tour | Second tour | Second tour |  |
| Candidat       | Candidat                  | Parti          | Voix         | %            | Voix        | %           |  |
| -------------- | ------------------------- | -------------- | ------------ | ------------ | ----------- | ----------- |  |
|                | Jean-Louis Costes élu     | UMP            | 9 431        | 28,71        | 18 193      | 53,76       |  |
|                | Étienne Bousquet-Cassagne | FN             | 8 552        | 26,04        | 15 647      | 46,24       |  |
|                | Bernard Barral            | PS             | 7 782        | 23,69        |             |             |  |
|                | Marie-Hélène Loiseau      | FG (GU)        | 1 670        | 5,08         |             |             |  |
|                | Anne Carpentier           | Divers         | 1 078        | 3,28         |             |             |  |
|                | Lionel Feuillas           | EÉLV           | 914          | 2,78         |             |             |  |
|                | Yamina Kichi              | MoDem          | 766          | 2,33         |             |             |  |
|                | Benoît Frison-Roche       | Divers droite  | 761          | 2,32         |             |             |  |
|                | Hervé Lebreton            | Divers         | 556          | 1,69         |             |             |  |
|                | Joffrey Raphaël-Leygues   | Divers droite  | 472          | 1,44         |             |             |  |
|                | Maria-Fé Garay            | NPA            | 366          | 1,11         |             |             |  |
|                | François Asselineau       | UPR            | 189          | 0,58         |             |             |  |
|                | Nicolas Miguet            | RCF            | 139          | 0,42         |             |             |  |
|                | Cédric Levieux            | Pirate         | 62           | 0,19         |             |             |  |
|                | Stéphane Geyres           | Libéral        | 56           | 0,17         |             |             |  |
|                | Michel Garcia-Luna        | Divers (AR)    | 54           | 0,16         |             |             |  |
|                | Rachid Nekkaz             | Divers gauche  | 0            | 0,00         |             |             |  |
|                |                           |                |              |              |             |             |  |
| Inscrits       | Inscrits                  | Inscrits       | 75 163       | 100,00       | 75 207      | 100,00      |  |
| Abstentions    | Abstentions               | Abstentions    | 40 675       | 54,12        | 35 743      | 47,53       |  |
| Votants        | Votants                   | Votants        | 34 488       | 45,88        | 39 464      | 52,47       |  |
| Blancs et nuls | Blancs et nuls            | Blancs et nuls | 1 640        | 4,76         | 5 624       | 14,25       |  |
| Exprimés       | Exprimés                  | Exprimés       | 32 848       | 95,24        | 33 840      | 85,75       |  |

### Élection de 2017
|                                                                                 | |                           |                           |                          |                          |
|                                                                                 | | Premier tour 11 juin 2017 | Premier tour 11 juin 2017 | Second tour 18 juin 2017 | Second tour 18 juin 2017 |
|                                                                                 | |                           |                           |                          |                          |
|                                                                                 | | Nombre                    | % des inscrits            | Nombre                   | % des inscrits           |
| Inscrits                                                                        | Inscrits | 75 655                    | 100,00                    | 75 674                   | 100,00                   |
| Abstentions                                                                     | Abstentions | 34 935                    | 46,18                     | 38 427                   | 50,78                    |
| Votants                                                                         | Votants | 40 720                    | 53,82                     | 37 247                   | 49,22                    |
|                                                                                 | |                           | % des votants             |                          | % des votants            |
| Bulletins blancs                                                                | Bulletins blancs | 820                       | 2,01                      | 3 081                    | 8,27                     |
| Bulletins nuls                                                                  | Bulletins nuls | 326                       | 0,80                      | 1 497                    | 4,02                     |
| Suffrages exprimés                                                              | Suffrages exprimés | 39 574                    | 97,19                     | 32 669                   | 87,71                    |
|                                                                                 | |                           |                           |                          |                          |
| Candidat Étiquette politique (partis et alliances)                              | Candidat Étiquette politique (partis et alliances)                                                                               | Voix                      | % des exprimés            | Voix                     | % des exprimés           |
|                                                                                 | |                           |                           |                          |                          |
|                                                                                 | Olivier Damaisin La République en marche                                                                                         | 11 922                    | 30,13                     | 19 743                   | 60,43                    |
|                                                                                 | Étienne Bousquet-Cassagne Front national                                                                                         | 7 839                     | 19,81                     | 12 926                   | 39,57                    |
|                                                                                 | Jean-Louis Costes (député sortant) Les Républicains (Union des démocrates et indépendants - Chasse, pêche, nature et traditions) | 7 566                     | 19,12                     |                          |                          |
|                                                                                 | Rémy Garnier La France insoumise                                                                                                 | 4 833                     | 12,21                     |                          |                          |
|                                                                                 | Guillaume Molierac Parti socialiste                                                                                              | 2 437                     | 6,16                      |                          |                          |
|                                                                                 | Arnaud Devilliers Divers droite                                                                                                  | 1 431                     | 3,62                      |                          |                          |
|                                                                                 | Lionel Feuillas Europe Écologie Les Verts                                                                                        | 1 424                     | 3,60                      |                          |                          |
|                                                                                 | Nicolas Lucmarie Parti communiste français                                                                                       | 669                       | 1,69                      |                          |                          |
|                                                                                 | Bernard Piot Debout la France | 499                       | 1,26                      |                          |                          |
|                                                                                 | Hervé Tassel Divers (577-Les Indépendants)                                                                                       | 407                       | 1,03                      |                          |                          |
|                                                                                 | Gwénaëlle Catheline Lutte ouvrière                                                                                               | 281                       | 0,71                      |                          |                          |
|                                                                                 | Romain Gilet Divers (Union populaire républicaine)                                                                               | 266                       | 0,67                      |                          |                          |
| Source : Ministère de l'Intérieur - Troisième circonscription de Lot-et-Garonne | |                           |                           |                          |                          |

### Élections de 2022
| Résultats des élections législatives des 12 et 19 juin 2022 de la 3e circonscription du Lot-et-Garonne |                          |                          |              |              |             |             |
| Candidat                                                                                               | Candidat                 | Parti et coalition       | Premier tour | Premier tour | Second tour | Second tour |
| Candidat                                                                                               | Candidat                 | Parti et coalition       | Voix         | %            | Voix        | %           |
| | Annick Cousin            | RN                       | 9 664        | 24,96        | 18 747      | 56,97       |
| | Xavier Czapla,           | LFI (NUPES)              | 8 871        | 22,91        | 14 161      | 43,03       |
| | Olivier Damaisin         | LREM (ENS)               | 7 802        | 20,15        |             |             |
| | Jean-Louis Costes        | LR                       | 5 361        | 13,84        |             |             |
| | Geoffroy Gary,           | REC                      | 2 266        | 5,85         |             |             |
| | Alain Merly              | LMR                      | 1 435        | 3,71         |             |             |
| | Pierre Soubiran          | MoDem diss.              | 908          | 2,34         |             |             |
| | Jacques Vialettes        | PRG                      | 866          | 2,24         |             |             |
| | Mathias Bouffles         | PA                       | 469          | 1,21         |             |             |
| | Thérèse de Boissezon     | PO (R&PS)                | 321          | 0,83         |             |             |
| | Jean-Jacques Fanchtein   | SE                       | 277          | 0,72         |             |             |
| | Bernadette Gasc          | LO                       | 276          | 0,71         |             |             |
| | Myriam Sider             | POID                     | 208          | 0,54         |             |             |
| Votes valides                                                                                          | Votes valides            | Votes valides            | 38 724       | 97.05        | 32 908      | 84.16       |
| Votes blancs                                                                                           | Votes blancs             | Votes blancs             | 792          | 1.98         | 4388        | 11.22       |
| Votes nuls                                                                                             | Votes nuls               | Votes nuls               | 387          | 0.97         | 1806        | 4.62        |
| Total                                                                                                  | Total                    | Total                    | 39 903       | 100          | 39 102      | 100         |
| Abstention                                                                                             | Abstention               | Abstention               | 36 092       | 47.49        | 36 885      | 48.54       |
| Inscrits / participation                                                                               | Inscrits / participation | Inscrits / participation | 75 995       | 52.51        | 75 987      | 51.46       |

### Élections de 2024
| Candidat                 | Candidat                 | Parti et coalition        | Nuance                   | Premier tour | Premier tour | Second tour | Second tour |
| Candidat                 | Candidat                 | Parti et coalition        | Nuance                   | Voix         | %            | Voix        | %           |
| ------------------------ | ------------------------ | ------------------------- | ------------------------ | ------------ | ------------ | ----------- | ----------- |
|                          | Annick Cousin            | Rassemblement national    | RN                       | 21 168       | 41,08        | 23 464      | 45,87       |
|                          | Guillaume Lepers         | Les Républicains          | LR                       | 12 876       | 24,99        | 27 689      | 54,13       |
|                          | Xavier Czapla            | La France insoumise (NFP) | UG                       | 9 460        | 18,36        | Retrait     | Retrait     |
|                          | Jérôme Cahuzac           | Sans étiquette            | DVG                      | 7 501        | 14,56        |             |             |
|                          | Bernadette Gasc          | Lutte ouvrière            | EXG                      | 521          | 1,01         |             |             |
|                          |                          |                           |                          |              |              |             |             |
| Votes valides            | Votes valides            | Votes valides             | Votes valides            | 51 526       | 97,21        | 51 153      | 95,65       |
| Votes blancs             | Votes blancs             | Votes blancs              | Votes blancs             | 900          | 1,70         | 1 523       | 2,85        |
| Votes nuls               | Votes nuls               | Votes nuls                | Votes nuls               | 578          | 1,09         | 804         | 1,50        |
| Total                    | Total                    | Total                     | Total                    | 53 004       | 100          | 53 480      | 100         |
| Abstention               | Abstention               | Abstention                | Abstention               | 22 782       | 30,06        | 22 304      | 29,43       |
| Inscrits / participation | Inscrits / participation | Inscrits / participation  | Inscrits / participation | 75 786       | 69,94        | 75 784      | 70,57       |

#### Département de Lot-et-Garonne
- La fiche de l'INSEE de cette circonscription : « Tableaux et Analyses de la troisième circonscription de Lot-et-Garonne », sur insee.fr, site de l'Institut national de la statistique et des études économiques (consulté le 10 juin 2007) [PDF]

- « Tous les députés du département de Lot-et-Garonne depuis 1789 », sur assemblee-nationale.fr, site de l'Assemblée nationale française (consulté le 10 juin 2007)

- « Informations contentieuses sur le département de Lot-et-Garonne (Élections législatives de 2002) », sur conseil-constitutionnel.fr, site du Conseil constitutionnel français (consulté le 10 juin 2007)

- « Carte des circonscriptions législatives en France », sur assemblee-nationale.fr, site de l'Assemblée nationale française (consulté le 20 juin 2007)

- « Résultats électoraux officiels en France », sur interieur.gouv.fr, site du ministère de l'Intérieur (France) (consulté le 13 juin 2007)

- Description et Atlas des circonscriptions électorales de France sur http://www.atlaspol.com, Atlaspol, site de cartographie géopolitique, consulté le 13 juin 2007.